# ヴェスターカペルン
ヴェスターカペルン (ドイツ語: Westerkappeln, 低地ドイツ語: Kappeln)は、ドイツ連邦共和国ノルトライン＝ヴェストファーレン州ミュンスター行政管区のシュタインフルト郡に属す町村（以下、本項では便宜上「町」と記述する）である。州北部のテックレンブルガー・ラントに属す。オスナブリュックの西約 8 km に位置している。

## 地理
ヴェスターカペルンは、テックレンブルガー・ラントの北の辺縁部に位置している。北は、北ドイツ低地、南はトイトブルクの森との境界にまで広がっている。

### 隣接する市町村
この町は全部で6市町村と境を接している。接しているのは主にテックレンブルガー・ラントの市町村で、ロッテ、テックレンブルク、イベンビューレン、メッティンゲンがこれにあたる。北は、ニーダーザクセン州オスナブリュッカー・ラントと境を接している。ノイエンキルヒェンとブラームシェがこれにあたる。

### 自治体の構成
ヴェスターカペルンの町域は、本来の集落の範囲を超えて、ゼーステ、オスターベック、ヴェスターベック、メッテン、デューテ、ゼンリヒ、ハントアルペ、ハムビューレン、ラダの9つの集落を包含する広い範囲を含む。最後に挙げた3つの集落は、オルトフェルト住宅地を含めてフェルペ地区を形成し、町域南部に位置している。

## 歴史
ヴェスターカペルンという名称は、オスナブリュック司教区西部の礼拝堂または教会の成立に由来しており、東部の別の礼拝堂（オスターカペルン）と区別するためにこの名称がつけられた。この教会は、800年以後にカール大帝が創設したものである。おそらく816年から、ヴェーザー川沿いのコルヴァイ修道院がヴェスターカペルンの土地の権利を有していたヴェスターカペルンは、この修道院の11世紀の収益記録簿に初めて記録されている。1939年までは Westercappeln という表記が正式であった。
1939年10月1日に、当時のヴェスターカペルン＝シュタットとヴェスターカペルン＝ラントとが合併して、新たな自治体ヴェスターカペルンが成立した。
ヴェスターカペルンの紋章には、聖ラインヒルト・フォン・ヴェスターカペルンが描かれている。

## 行政

### 議会
ヴェスターカペルンの町議会は26議席からなる。

### 首長
2014年6月の選挙で、アネッテ・グローセ＝ハイトマイヤー (CDU) は、63.0 % の票を獲得して町長に選出された。

### 姉妹自治体
- デーフェンテル（オランダ、オーファーアイセル州）

ヴェスターカペルンは、1984年5月19日にデーフェンテルの隣町バトメンと姉妹都市協定を結んだ。バトメンはオーファーアイセル州の、デーフェンテルから約 10 km の場所に位置している。広さは 28 km2、人口は約5,150人である。2005年にバトメンとハンザ都市デーフェンテルが合併し、姉妹自治体関係はデーフェンテルが引き継いだ。この自治体再編後、姉妹関係は濃密になった。

## 文化と見所

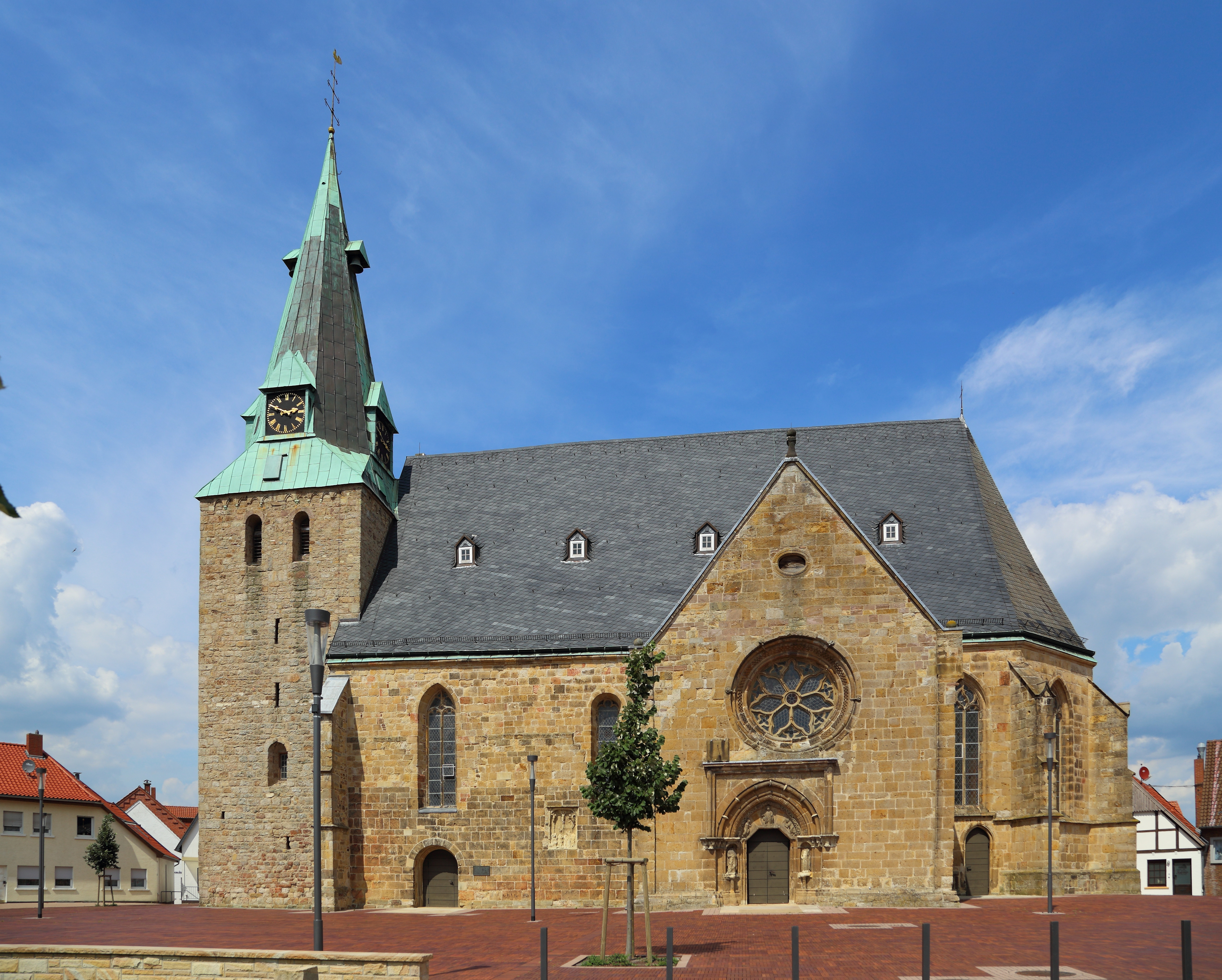
福音主義市教会

### 福音主義市教会
福音主義市教会は1500年頃に完成した。この際、聖シュテファヌスに捧げられていた先代の教会の一部が転用された。12世紀末の塔や、13世紀の南の翼廊の遺構がそれにあたる。

### 町の中心の泉

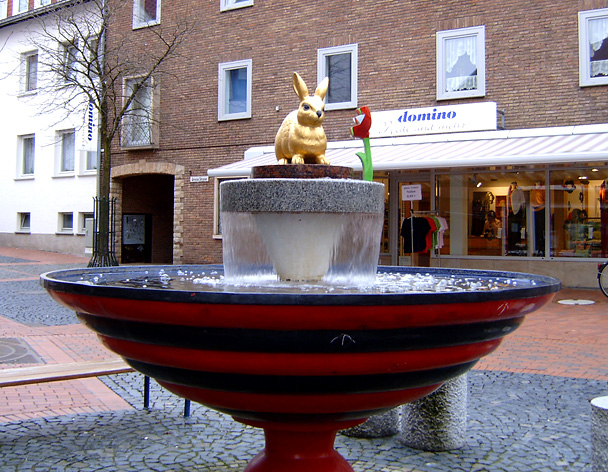
ウサギと花のある泉

2002年に、ある調査委員会が町の中心にふさわしい泉の施設を選ぶという作業に取り組んだ。ヴェスターカペルンの住民は無視された。委員会は、ヴェスターカペルンで暮らし、創作を行ったハインリヒ・ブルンマックの芸術作品である「ウサギと花のある泉」を選択し、「鍋とフクロウのある泉」の提案を退けた。この作品は、直径 2.40 m の鋳鉄製の水盤と、その中央に回転盤を載せた天然石の台座が設けられている。回転盤の上には青銅製で金メッキを施されたウサギとアルミニウム製の花が設置されている。水圧式の回転盤は、その上に設置されたウサギがランダムに向きを変えられるようになっている。泉が稼働しない冬季には、ウサギは「どこかへ行ってしまわないように」（ブルンマック）青い檻に閉じ込められる。この泉には賛否両論ある。反対派の立場からすれば、このプロジェクトは「俗悪なガラクタ」で「金を捨てるようなもの」だという。実際この泉には5桁の費用がかかった（郡立貯蓄銀行がヴェスターカペルン文化・郷土協会に支払った）。泉に洗剤を注ぐことで抵抗を示した者もいた。

## 経済と社会資本

### 産業
ヴェスターカペルンには2つの大きな産業地区（商工業地区）がある。ヴェスターカペルンの東側近郊にあるガルテンカンプ産業地区には中小企業があり、その一部は全国的に活動している。たとえば、ドイツ最大の自動販売機メーカーである Geile がここにある。

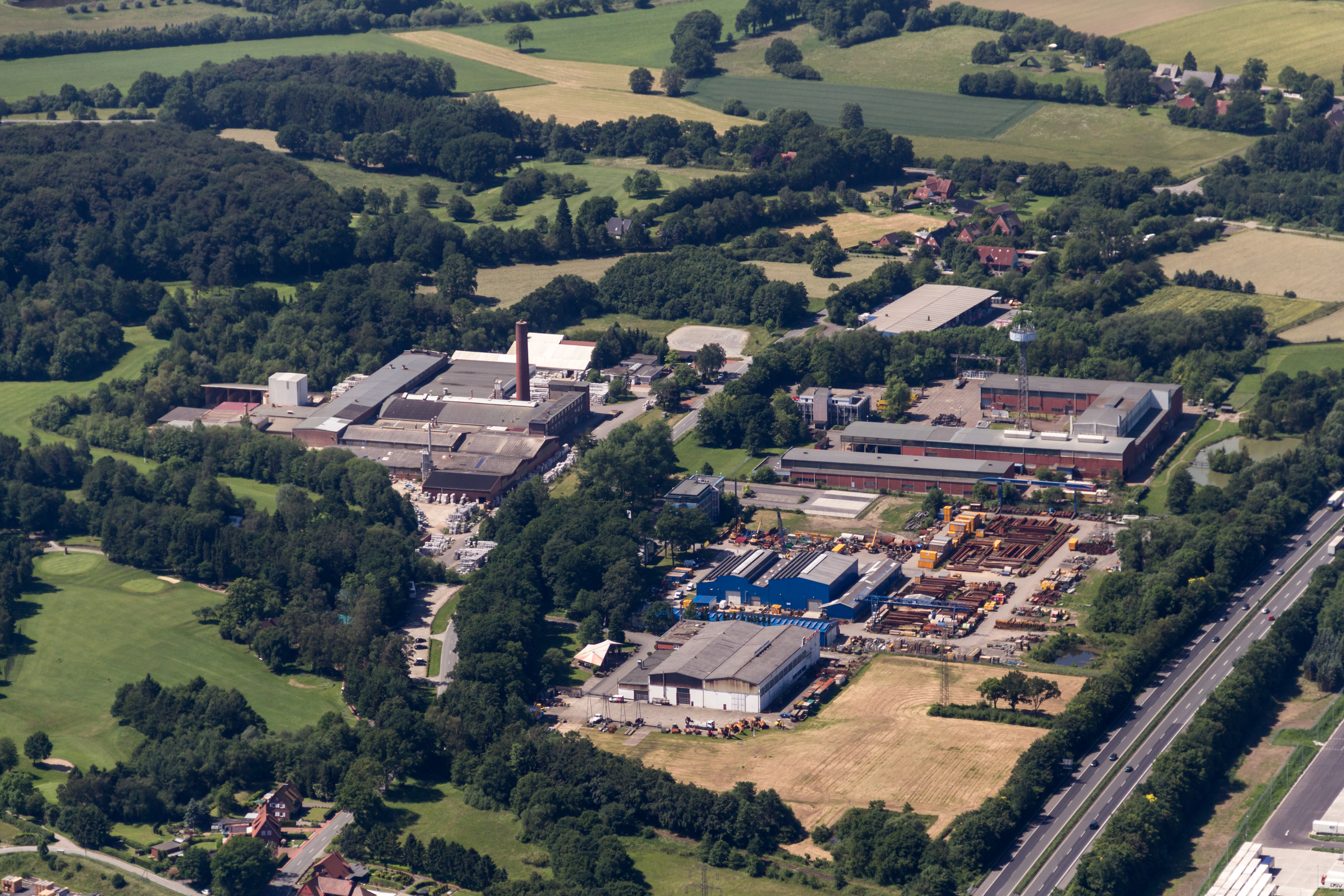
ヴェスターカペルンの産業地区。右下の道路がアウトバーン A30号線

フェルペ地区には、もう一つの大きな産業地区がある。この産業地区はアウトバーン A30号線のロッテ・インターチェンジのすぐ近くに位置している。この地区の大きな企業としては、リドルの流通センターおよび地域拠点、建築業者エヒターホフ、ハーゲバウ中央倉庫 + サービス HZL、ハーゲバウ中央倉庫ヴェーザー＝エムス、ポッペンジーカー & デリックス（木工用接着剤）、ABC-セラミック工場がある。フェルペ皇后地域で特筆すべきは、トイトブルクの森の麓に連なる場所にあるゴルフ場である。

### 教育
2014/2015年の学年から、5クラスのロッテ＝ヴェスターカペルン総合学校が開設された。この学校はヴェスターカペルンとヴェルゼンに立地している。2017/2018年の学年に、5年生と6年生はヴェルゼン校、7年生と8年生はヴェスターカペルン校に配置された。この総合学校は拡張中である。

### 交通
ヴェスターカペルンの町域は、連邦アウトバーン A1号線および A30号線に接しており、2本のローカル鉄道がこれを横切っている。町域の北部にはミッテルラント運河がある。A1号線経由でミュンスター＝オスナブリュック空港へ速やかにアクセスできる。
テックレンブルガー北鉄道はヴェスターカペルンの中心部を通っている。オスナブリュックからライネに至るこの路線は、貨物交通と保存鉄道が利用している。近代的なレギオナルバーンの運用見通しについて議論が行われている。近郊交通計画 SPNV ヴェストファーレン＝リッペは、良好な経済状況を考慮し、オスナブリュックからレッケまで、30分間隔のレギオナルバーンとして運行再開を目指している。この計画では、以前から設けられているヴェスターカペルン駅が停車駅となる予定である。数年前までは、フェルペ地区にレーネ - ライネ線のレギオナルバーンの停車駅があった。
ミュンスターラント地方交通は、ヴェスターカペルンを通る2本のバス路線を運行している。高速バス路線 S10 はメッティンゲン、レッケ方面およびオスナブリュックへ行く。地方路線の R11 もロッテのヴェルゼン地区およびビューレン地区を経由してオスナブリュックに至る。数年前から住民が運営するビュルガーバス B1 がヴェスターカペルン町内を運行している。町の南部では、オスナブリュックからロッテを経由してイベンビューレンへ行くバスが定期的に運行している。
ヴェスターカペルンは、たとえばザーゲンルートなど、いくつかのサイクリングルートで結ばれている。

#### 通勤者
ヴェスターカペルンは典型的な通勤者の町で、この町から通勤する人数はこの町へ通勤する人よりもかなり多い。特にオスナブリュック周辺ではこれが顕著であり、1日あたり延べ約 2万 km の通勤者がある。2017年のこの町からの通勤者は 4,609人、この町へ通勤者は 3,344人で、その収支は -1,265人と大きくマイナスを示している。
町外への通勤者比率 85 % はミュンスター行政管区内で、最も高い比率である。

## 関連文献
- Friedrich E. Hunsche (1975). Westerkappeln. Chronik einer alten Gemeinde im nördlichen Westfalen. Westerkappeln: Gemeinde Westerkappeln
- Heinz Weyer (1991). Die evangelische Stadtkirche in Westerkappeln. Kultur- und Heimatverein Westerkappeln e. V.
- Gertrud Althoff (2005). Jüdische Westerkappelner, auf den Spuren ihrer Geschichte. Westerkappeln: Gemeinde Westerkappeln

これらの文献は、翻訳元であるドイツ語版の参考文献として挙げられていたものであり、日本語版作成に際し直接参照してはおりません。